# Nové Syrovice
Nové Syrovice (en allemand : Neu Serowitz) est une commune du district de Třebíč, dans la région de Vysočina, en République tchèque. Sa population s'élevait à 925 habitants en 2024.

## Géographie
Nové Syrovice se trouve à 4,6 km au sud-ouest du centre de Moravské Budějovice, à 23,5 km au sud-sud-ouest de Třebíč, à 44 km au sud-sud-est de Jihlava et à 154 km au sud-est de Prague.
La commune est limitée par Moravské Budějovice au nord et à l'est, par Častohostice, Láz et Blížkovice à l'est, par Zálesí au sud, et par Dešov au sud-ouest, et par Kojatice, Nimpšov et Dědice à l'ouest.

## Histoire
La première mention écrite de la localité date de 1417.

## Administration
La commune se compose de deux sections :
- Krnčice
- Nové Syrovice

## Transports
Par la route, Nové Syrovice se trouve à 5,6 km de Moravské Budějovice, à 31,5 km de Třebíč, à 50 km de Jihlava et à 181 km de Prague.